# Верхние Меретяки
Верхние Меретяки — деревня в Тюлячинском районе Татарстана. Входит в состав Шадкинского сельского поселения.

## География
Находится в северо-западной части Татарстана на расстоянии приблизительно 19 км на юг по прямой от районного центра села Тюлячи.

## История
Основана во второй половине XVIII века выходцами из деревни Большие Меретяки. Относится к населенным пунктам с кряшенским населением.

## Население
Постоянных жителей было: в 1859—229, в 1897—559, в 1908—588, в 1920—548, в 1926—459, в 1938—332, в 1949—326, в 1958—218, в 1970—140, в 1979 — 91, в 1989 — 46, 35 в 2002 году (татары 100 %, фактически кряшены), 25 в 2010.

## Достопримечательности
Казанская часовня.